# Olof Spaak
Olof Spaak, född 27 augusti 1976, är en svensk författare och filmregissör. Han fick sitt genombrott som regissör med långfilmen Trädgårdsgatan som gick upp på bio år 2018 och nominerades till en guldbagge för bästa manus och vann en guldbagge för bästa foto vid Guldbaggegalan 2019.
Han debutroman Den vänstra vägen ges ut av Stellar förlag 2024.

## Biografi
Olof Spaak växte upp i London. Han studerade filmvetenskap vid Stockholm universitet och sedan regi vid Fridhem folkhögskola.
Han har jobbat som videoassistent, platsrekare, platschef, 1st AD, produktionsledare, linjeproducent, producent, regissör och manusförfattare.
Han har linjeproducerat den internationella storfilmen Borg med Shia LaBeouf och Stellan Skarsgård.
Trädgårdsgatan var Olof Spaaks debut som långfilmsregissör och den gick upp på 65 biografer med premiär 3e augusti 2018.
Han skrev och regisserade säsong 2 av TV-serien Heder som gick upp på Viaplay 2021 och regisserade den avslutande säsongen av Gåsmamman 2021.
Han regisserade på den fjärde säsongen av Den som dräper samt den tredje säsongen av Tunna blå linjen.

## Filmografi i urval

### Regi

#### Novellfilm
- 2015 – Beginning of the End

#### TV-serier
- 2021 – Heder
- 2022 – Gåsmamman
- 2023 – Sanningen
- 2023 – Den som dräper
- 2024 – Tunna blå linjen

#### Långfilm
- 2017 – Trädgårdsgatan

### Manusförfattare
- 2015 – Beginning of the End  (novellfilm)
- 2015 – Hilma (Kortfilm)
- 2021 – Heder (TV-serie)